# Клойстерс
Кло́йстерс (англ. The Cloisters) — музей в Нью-Йорке, филиал Метрополитен-музея. Находится на северном холме Манхэттена, в районе Вашингтон-Хайтс. В экспозиции музея собраны привезённые из Европы артефакты средневекового западноевропейского искусства (архитектура, скульптура, живопись, гобелены).

## История
Стилизованный под средневековый замок музей и парк вокруг него (площадью 1,5 га) были созданы на деньги Дж. Рокфеллера. Он передал музею большую часть своей коллекции предметов искусства Средневековья. В свою очередь, большая часть этой коллекции в 1925 году была выкуплена Рокфеллером для Метрополитен-музея у коллекционера Джорджа Барнарда.
На строительство здания, распахнувшего свои двери для посетителей в 1938 году, ушло четыре года. Ныне парковая зона вокруг музея занимает участок площадью 26 га, дополнительно приобретённый на средства Рокфеллера. Также он выкупил 290 га земли напротив музея за рекой Гудзон (эта земля относится к штату Нью-Джерси), чтобы сохранить вид, открывающийся на музей. Комплекс был спроектирован архитектурным бюро Allen & Collens.

## Архитектура
В Клойстерсе представлены клуатры (крытые галереи, англ. cloisters) из пяти французских монастырей XII—XV столетий: Сен-Мишель-де-Кукса, Бонфон-де-Комменж (XIII—XIV века), Три-эн-Бигорр (фр. Trie-en-Bigorre) и монастырей во Фровиле (вторая половина XV века) и Сен-Гийом-ле-Дезере (конец XII — начало XIII века). Доминантная галерея XII века из Сен-Мишель-де-Кукса расположена под открытым небом и окружена архитектурными элементами из розового мрамора. Также в музее имеется девять выставочных помещений, экспонаты в которых расположены в хронологическом порядке. Над центральным входом возведена квадратная башня. В 1988 году была отреставрирована главная галерея, а в конце 1990-х годов — остальные помещения.

## Экспонаты
В коллекции музея представлены более 5000 произведений романского и готического искусства: картины, скульптуры, гобелены, витражи, изделия из слоновой кости. Среди наиболее значимых экспонатов — живописный «Алтарь Мероде» и цикл гобеленов «Охота на единорога».

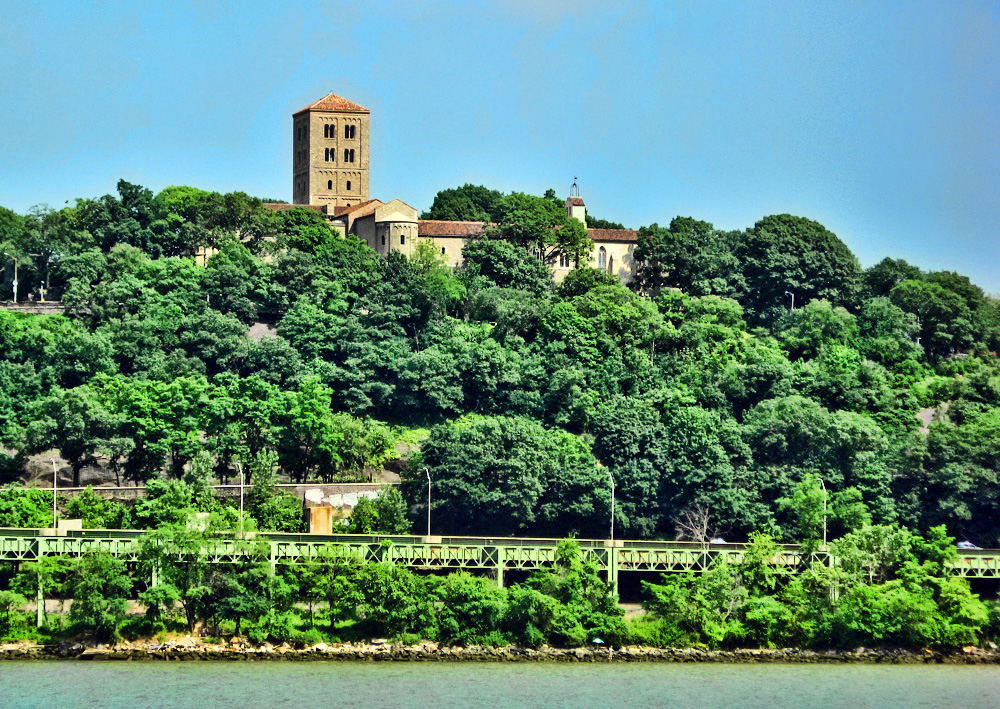
Вид на Клойстерс со стороны реки Гудзон (2007)
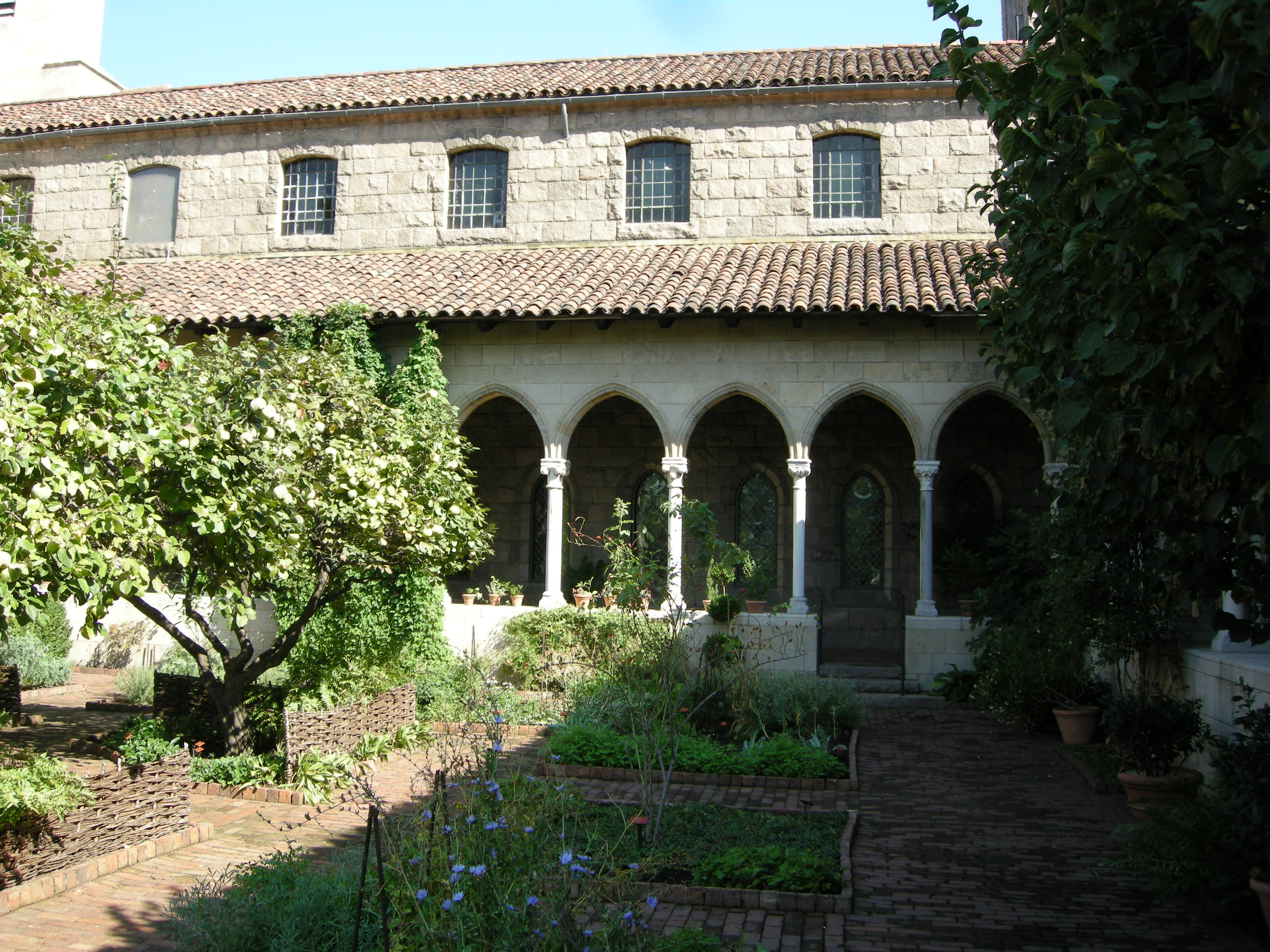
Внутренний двор музея (частично виден клуатр)
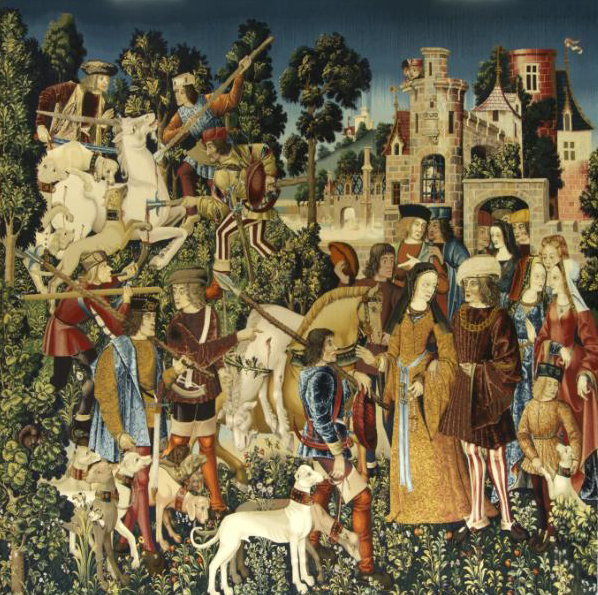
Шпалера из серии «Охота на единорога». Между 1495 и 1505.
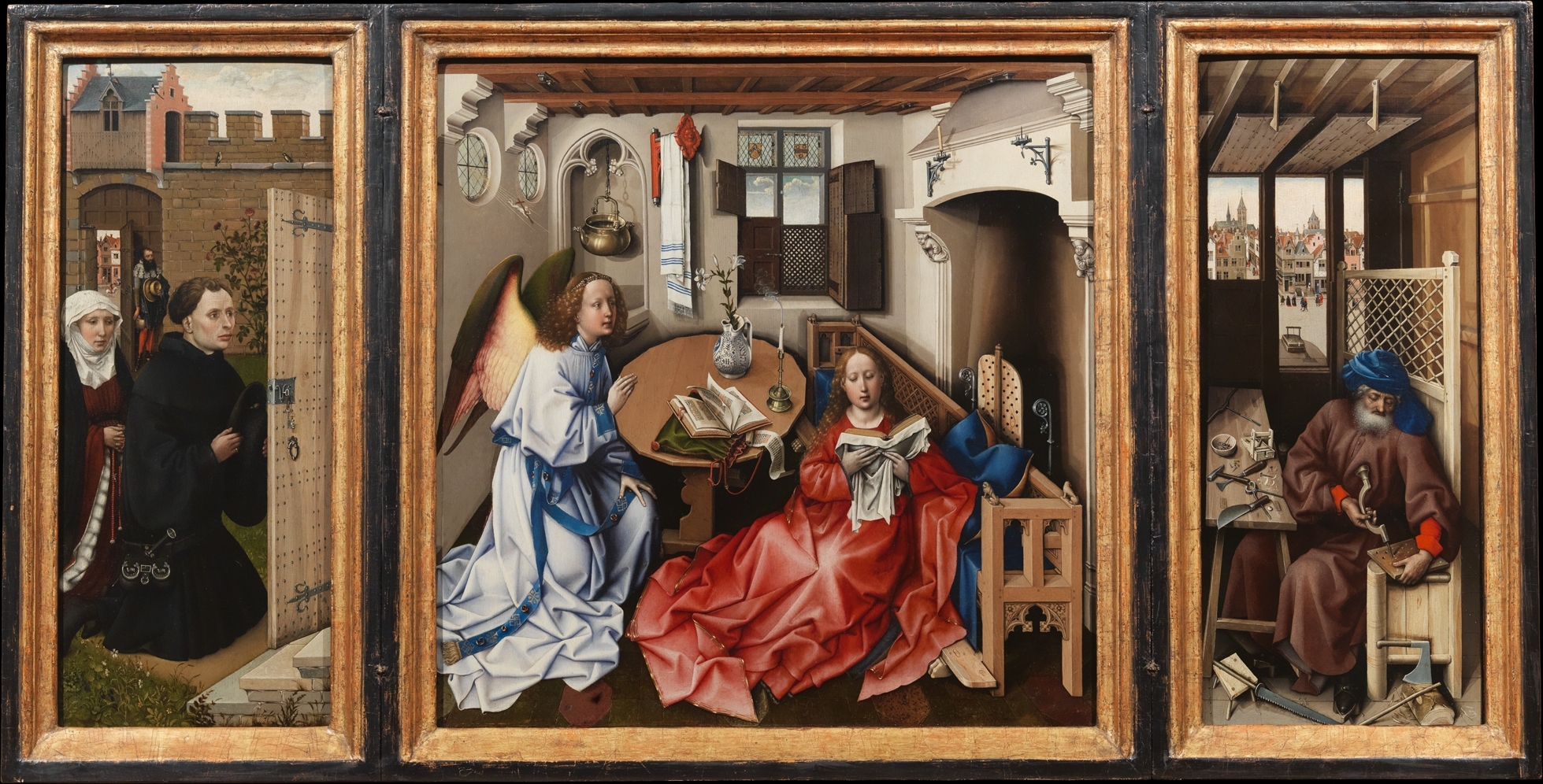
Алтарь (триптих) Мероде, кисти Робера Кампена или его ученика (ок. 1427)